# Vincenzo Forte
Vincenzo Forte (Spezzano Albanese, 25 giugno 1886 – Spezzano Albanese, 12 gennaio 1939) è stato un militare italiano, insignito della medaglia d'oro al valor militare a vivente nel corso della prima guerra mondiale.

## Biografia
Nacque a Spezzano Albanese, provincia di Cosenza, il 25 giugno 1886, figlio di Francesco e di Lorenza Squillaci, all'interno di una famiglia di piccoli proprietari terrieri. 
Dispensato dal prestare servizio militare nel Regio Esercito perché considerato di terza categoria, come attività lavorativa si dedicò alla coltivazione dei campi. Dopo la dichiarazione di guerra all'Impero austro-ungarico, avvenuta il 24 maggio 1915, fu chiamato in servizio attivo per mobilitazione, e nel mese novembre assegnato per addestramento al 15º Reggimento fanteria. Nel marzo 1916 fu trasferito al 5º Reggimento fanteria  della Brigata Aosta che raggiunse in zona di operazioni sull'alto Isonzo. Promosso caporale nel mese di maggio, e poi caporale maggiore l’anno successivo fu trasferito al 77º Reggimento fanteria della Brigata Toscana.
Al comando di una squadra del III Battaglione del reggimento si distinse in combattimento sull'altipiano di Asiago, e in Val Miela, e nel novembre 1917 fu proposto per la promozione a sergente per merito di guerra. Il 24 dicembre, alla vigilia di Natale, si scatenò un violento attacco nemico e la situazione divenne ben presto gravissima. I fanti del III battaglione si distinsero nella difesa di un ridottino sul Valbella, venendo di nuovo attaccati all'alba del giorno successivo da forze superiori. Ridotto il reparto alla consistenza di pochi uomini, dopo aver combattuto duramente si iniziò il ripiegamento sulle posizioni di partenza. Rimasto ferito al braccio destro all'inizio dell’attacco, appena medicato ritornò al suo posto di combattimento e poco tempo dopo fu investito dallo scoppio di una bomba a mano che gli dilaniò le gambe. Rifiutò di essere allontanato dal campo di battaglia incitando i suoi uomini alla resistenza, e rimasto accerchiato dal nemico, rifiutò con sdegnò di arrendersi e si trascinò dietro un mucchio di macerie per sfuggire alla cattura, venendo trovato, esausto e dissanguato due giorni dopo. Trasportato urgentemente in ospedale austriaco, vista la gravità delle ferite gli vennero amputati entrambi gli arti. Con Regio Decreto del 2 giugno 1921 gli venne concessa la medaglia d'oro al valor militare a vivente. Rientrato in Italia dopo la firma dell'armistizio di Villa Giusti, fu congedato come grande invalido di guerra nel marzo 1921, e si spense a Spezzano Albanese il 12 gennaio 1939.

### Fonti
1. 1 2 3 4 5 6 7 8 9 10 11 12 13  Combattenti Liberazione.
2. 1 2  Carolei, Greganti, Modica 1968, p. 252.
3. ↑  Medaglie d'oro al valor militare sul sito della Presidenza della Repubblica